# Крумловский замок
Крумловский замок или Замок Чески-Крумлов (чеш. Zámek Český Krumlov) — замок в Южной Чехии в городе Чески-Крумлов, расположенном в 170 км от Праги. Считается вторым по величине замком Чехии после Пражского града.

## История замка
Замок, скорее всего, был заложен представителем феодального рода Витковичей — Витеком II Старшим. Первое письменное упоминание о замке относится к 1240 году. В 1253 г. замок был фундаментально реконструирован. В 1274 году вокруг замковые предместья были объединены в город Чески-Крумлов.
По пресечении в 1302 году ветви Витковичей из Крумлова, Чески Крумлов перешёл по наследству к Витковичам из Рожмберка (Розенбергам). Первым владельцем замка из этого рода стал Йиндржих I из Рожмберка, благодаря которому Нижний замок был расширен. Его сын Петр I из Рожмберка († 1347) построил Верхний замок, а Ольдржих II из Рожмберка (1403—1462) его перестроил. Крумловский замок оставался собственностью рода Рожмберков 300 лет — вплоть до 1601 или 1602 года. Цепкие Рожмберки удержали за собой Крумлов даже в период кровавых Гуситских войн. Более того, в это время ими были приобретены новые крупные поместья, что позволило значительно расширить территорию Крумловского замка. Во время правления Рожмберкским панством Вилема из Рожмберка и, в особенности, его брата Петра Вока, благодаря их неудачным политическим играм долги семьи увеличились настолько, что Петр Вок вынужден был в 1601 или 1602 году продать Крумловский замок королю Рудольфу II.
В 1622 году император Фердинанд II передал Крумловское панство представителю австрийского княжеского рода Гансу Ульриху фон Эггенбергу, пожаловав ему титул герцога Крумловского. Во второй половине XVII века Иоганн Кристиан I фон Эггенберг совершил ряд реконструкций, в результате чего замок приобрёл вид презентабельной резиденции в стиле барокко. Также был построен деревянный театр.
Род Эггенбергов угас в 1719 году, после чего все его владения и титулы были унаследованы княжеским родом Шварценбергов. Йозеф Адам Шварценберг совершил масштабную реконструкцию, в результате которой замок был перестроен в стиле венского барокко.
В 1947 году Крумловский замок был переведён во владение Южно-Чешской области, а спустя некоторое время становится собственностью Чехословацкой республики.
В 1992 году весь исторический комплекс был внесен в список объектов всемирного наследия ЮНЕСКО.

## Описание замка, архитектурные особенности
Замок расположен на крутом скалистом мысу, который омывается рекой Влтавой. Дорога в замок лежит через каменный мост, украшенный статуями Девы Марии и Святого Иосифа Обручника. За время своего существования замок несколько раз перестраивали, добавляя в его облик черты Ренессанса и барокко. На северной стороне замок представляет собой прямоугольное здание, на южной стороне находятся конюшни эпохи Ренессанса, склад соли и каменный фонтан (середина XV века). Мост через Медведевы ямы ведет в Нижний замок, левая (южная) сторона является самой старой частью замка (Маленький замок), здесь находится старый дворец с башней (XIII век), в котором можно увидеть множество картин эпохи Возрождения. С башни открывается красивый вид на замок и город. На восточной и северной стороне располагается большой двор Нижнего замка, также там находятся палаты графа (1578 год); в южном крыле — монетный двор, а в западном можно увидеть готическую башню. Фасады украшены сграффито в стиле эпохи Ренессанса и фресками в стиле барокко. В центре двора находится каменный фонтан (1641 год).
Из Нижнего замка в Верхний замок ведёт уже другой мост, там находится дворец Розенбергов с двумя маленькими дворами. Первый этаж восточного крыла называют покоями Розенберга. Это комнаты с деревянными потолками в стиле эпохи Ренессанса, небольшим количеством картин и замечательной коллекцией фламандских гобеленов из Брюсселя (XVI — XVII века). В южном крыле замка находится часовня Св. Йиржи, представляющая собой, изначально, постройку в готическом стиле XIV века. В западном крыле находится Маскарадный зал с настенными росписями работы Йозефа Ледерера — одна из достопримечательностей замка.
На западной стороне находится уникальный пятиэтажный Плащевой мост через глубокий ров, который соединяет Верхний замок с замковым театром. Два верхних этажа крытого моста являют собой коридоры дворца, театра и сады. Скульптуры, находящиеся на парапете моста, — это копии скульптур, которые выставлены в музее замка: Антоний Падуанский, Феликс Канталицийский, святой Вацлав и Ян Непомуцкий. Дальше на западе расположена школа верховой езды и парк в стиле позднего барокко (площадь парка составляет около 11 гектаров) с каскадным фонтаном XVIII века. На самом верху фонтана можно увидеть скульптуру богини Амфитриты с тритонами. Внизу – Нептун, а напротив – нимфа с тритоном. Балюстрада фонтана украшена каменными вазами и скульптурами – символами времен года. В северной части парка находится павильон, украшенный фресками XVIII века. В XIX веке планировка парка была изменена, в результате чего возник классический английский парк. Реставрационные работы последних лет возвращают парку элементы рококо, появившиеся в оформлении парка во второй половине XVIII столетия. Главной достопримечательностью дворцового парка является Беллария — летний дворец, который был построен 1757 году в стиле рококо.
Для проведения летних фестивалей театра был построен открытый павильон со зрительным залом.

## Замковый Барочный театр
Замковый театр является одной из главных достопримечательностей Крумловского замка, памятником мирового значения. Это один из самых первых барочных замковых театров в Европе. Сохранившаяся в первоначальном виде сцена с техническим оснащением и оборудованием представляет собой уникальный экземпляр театральной сцены в стиле барокко. Также сохранились костюмы, декорации и сценический реквизит. Зрительный зал театра при помощи искусственно-созданного освещения имитирует полумрак. Росписи на куполе зала изображают дневное и ночное небо с богами и мифическими животными. Над лавками для простых зрителей нависает балкон для знати с отдельной княжеской ложей. Под сценой находится машинный зал с системами управления кулисами и занавесом. Оркестровая яма сделана для двух групп оркестра, сидящих лицом к лицу - одна группа играла для актеров дворцового театра, а вторая для зрителей.
Первые упоминания о театре в Крумловском замке относятся к концу XV век. В 1675 году в залах замка была устроена театральная сцена и набрана профессиональная актерская труппа, которая действовала до 1691 года. Репертуар театра составляли произведения таких авторов как Лопе де Вега, Уильям Шекспир, Мольер, Жан Расин, Кальдерон де ла Барка, Пьер Корнель. В 1682 году, по приказу князя Яна Кристиана Эггенберга, для театра было выстроено отдельное здание. Проект постройки выполнили итальянские архитекторы Якопо де Маджи и Пьетро Спинетти. С Крумловским театром можно сравнить только королевский театр в Швеции, в котором, правда, все декорации имеют черты классицизма.
Во второй половине XVIII века, 1766 году, по приказу князя Йозефа I Адама Шварценберга, произошла масштабная реконструкция, здание театра было переоборудовано. Был создан уникальный набор театральных декораций. На тот момент репертуар театра включал в себя оперу, балет и драму. В XIX веке спектакли ставились лишь иногда, а в 1898 году театр был закрыт по соображениям безопасности.
В 1966 году, в связи с аварийным состоянием театрального здания и инвентаря, произошли очередные реставрационные работы, которые продолжаются и по сегодняшний день. На данный момент реставрация окончена на 95 %, что позволяет туристам посещать барочный замковый театр, который используется в наши дни как театральный музей.

## Галерея
- Замковая башня
- Панорама
- Плащевой мост
- Вид замка со стороны реки
- Интерьер театра Крумловского замка в стиле барокко
- Коридор театра